# Invasione sovietica della Polonia
L'invasione sovietica della Polonia ebbe inizio il 17 settembre 1939, sedici giorni dopo l'attacco tedesco alla Polonia, quando le truppe dell'Unione Sovietica invasero a loro volta il territorio polacco. La campagna si concluse con la divisione del paese tra la Germania nazista e l'Unione Sovietica.

## Antefatti
Fin dal 1935 l'Unione Sovietica avviò trattative con il Regno Unito, la Francia e la Polonia per creare un'alleanza anti-nazista. I sovietici insistettero per comprendere nel trattato di alleanza il diritto d'intervenire militarmente in una fascia di nazioni che andava dalla Finlandia alla Romania, in caso di attacco tedesco o di sovvertimento filo-nazista dei regimi di quei paesi, nonché il supporto militare di Francia e Regno Unito in caso di guerra con la Germania. Le trattative non furono facili, soprattutto con la Polonia, a causa della diffidenza reciproca conseguente al conflitto intercorso nel 1920 e al fatto che la Polonia aveva stipulato con la Germania un patto di non aggressione nel 1934, e con la Romania: entrambi i paesi si rifiutarono di consentire il passaggio delle truppe sovietiche sul loro territorio temendo per la propria sicurezza. Con il fallimento dei negoziati, i sovietici rinunciarono alla politica antitedesca e il 23 agosto 1939 firmarono il patto Molotov-Ribbentrop con la Germania.
Firmando il patto, Stalin abbandonò la politica della "sicurezza collettiva" in Europa e optò per la salvaguardia degli interessi sovietici attraverso la neutralità o azioni autonome. Nell'ambito di questa nuova strategia sovietica, l'espansione nell'Europa orientale era solo una delle possibilità presenti al momento della firma del patto con la Germania e la sua scelta era legata all'evoluzione degli eventi. Infatti, nel patto non c'era alcun specifico accordo o intenzione riguardo ad una spartizione della Polonia, ma solo la delimitazione delle rispettive sfere d'influenza nel Baltico e lo stabilimento di un limite all'espansione tedesca in Polonia; cioè l'URSS, in cambio della neutralità nella prevista guerra fra Germania e Polonia, avrebbe ottenuto una sfera d'influenza nell'Europa orientale. La questione del futuro assetto della Polonia, e quindi anche la possibilità che la Polonia potesse sopravvivere come stato indipendente, era un tema rimasto irrisolto nel Patto Molotov-Ribbentrop, perciò la spartizione non fu un diretto risultato del patto quanto piuttosto dell'imprevista rapidità del collasso polacco. La situazione che ne conseguì permise alla Germania di offrire ai sovietici una parte del bottino di guerra e questi opportunisticamente accettarono..

## Svolgimento

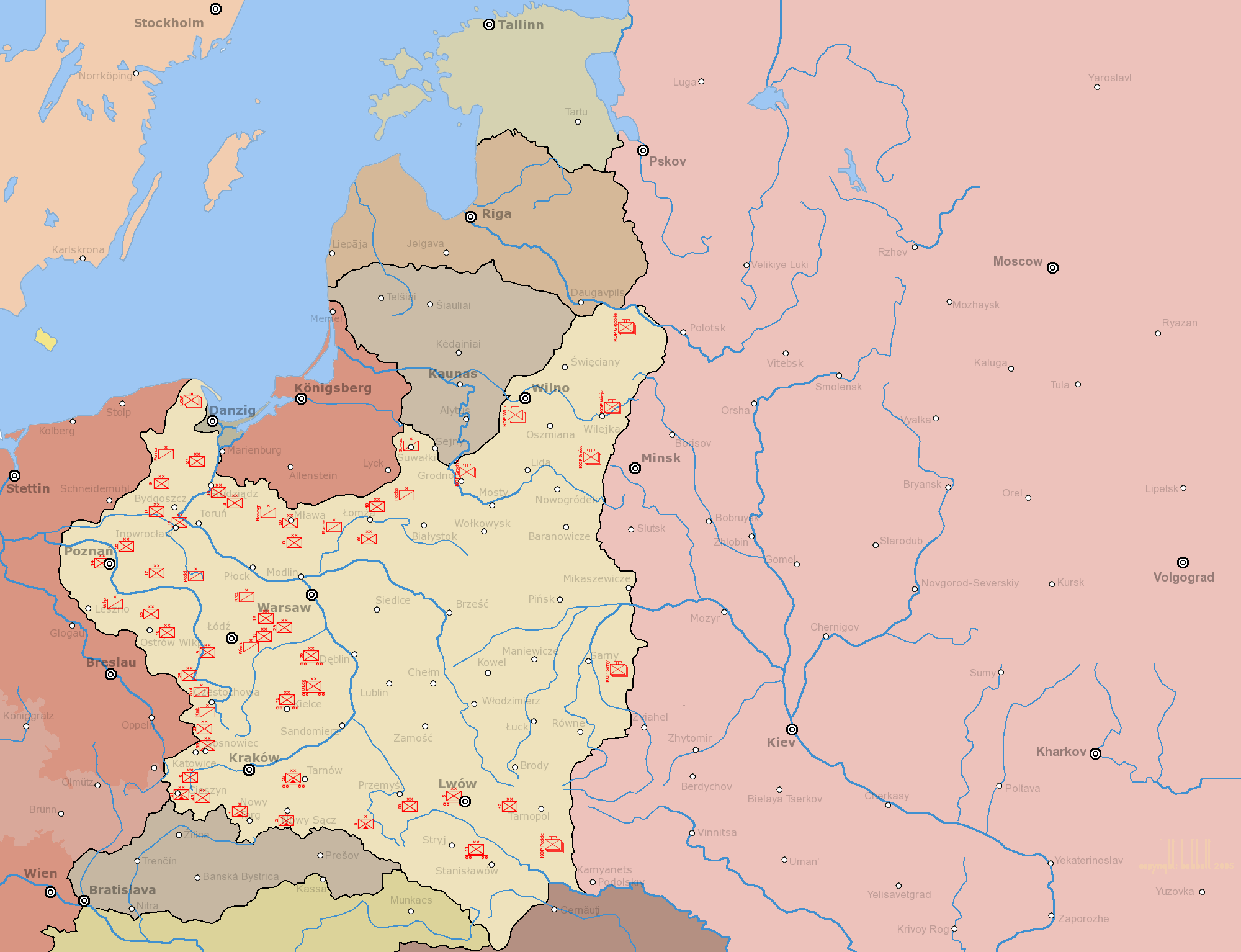
Dislocazione delle divisioni polacche il 1º settembre 1939. La maggior parte delle forze polacche erano concentrate lungo il confine con la Germania; il confine sovietico era in gran parte sguarnito.

Il 1º settembre 1939 i tedeschi invasero la Polonia da ovest; i diplomatici tedeschi avevano già spinto l'Unione Sovietica ad intervenire contro la Polonia da est sin dall'inizio della guerra, ma l'URSS era riluttante ad intervenire. La decisione sovietica di invadere le parti orientali della Polonia fu convenuta dato che la zona di influenza sovietica venne comunicata all'ambasciatore tedesco Friedrich Werner von der Schulenburg il 9 settembre 1939, ma l'invasione effettiva fu rinviata di più di una settimana. I servizi di sicurezza polacchi divennero consapevoli dei progetti sovietici intorno al 12 settembre.
Il 17 settembre 1939 l'Armata Rossa, rompendo il patto di non aggressione sovietico-polacco, invase la Polonia da est. Il governo sovietico annunciò che stava agendo per proteggere gli ucraini e i bielorussi che vivevano nelle regioni orientali della Polonia, dato che lo stato polacco era crollato nell'affrontare l'attacco tedesco e non poteva più garantire la sicurezza dei propri cittadini. L'Armata Rossa conquistò rapidamente i suoi obiettivi, sovrastando in numero la resistenza polacca.
Nonostante l'ordine del governo polacco di ridurre al minimo gli scontri con l'Armata Rossa, scoppiarono battaglie con perdite che arrivarono fino a 6-7 000 uomini da parte polacca e circa 3 000 morti e 10 000 feriti da parte sovietica. Circa 230 000 soldati polacchi, o forse più, vennero fatti prigionieri di guerra. Il governo sovietico si annetté il territorio caduto sotto il proprio controllo e, in novembre, dichiarò che i circa 12 milioni di cittadini ex polacchi (etnicamente: 5 milioni di ucraini, 4 milioni di polacchi, 2 milioni di bielorussi e oltre un milione di ebrei) che vi vivevano erano diventati ora cittadini sovietici. Il territorio occupato e annesso dai sovietici corrispondeva, grosso modo, a quello ad est della Linea Curzon, che era stato annesso dalla Polonia con la pace di Riga del 1921 che pose fine alla guerra sovietico-polacca.
I sovietici soppressero l'opposizione con esecuzioni e con migliaia di arresti e mandarono decine di migliaia di persone (le stime variano) in Siberia e in altri luoghi remoti dell'URSS, con quattro grandi ondate di deportazione tra il 1939 e il 1941. L'invasione sovietica, che il Politburo chiamò "campagna di liberazione", portò all'incorporazione di milioni di ucraini, polacchi, bielorussi ed ebrei nelle Repubbliche Sovietiche di Ucraina e Bielorussia. Nel corso dell'esistenza della Repubblica Popolare di Polonia, l'invasione venne considerata un argomento delicato, quasi tabù, e veniva spesso omessa dalla storia ufficiale allo scopo di preservare l'illusione di "amicizia eterna" tra i membri del blocco orientale.